# 未来にキスを-Kiss the Future-
『未来にキスを -Kiss the Future-』（みらいにキスを）は、2001年9月21日にotherwise（ビジュアルアーツ傘下の美少女ゲームブランド）より発売された18禁恋愛アドベンチャーゲームである。otherwise解散後の2005年7月15日に13cmよりStandard Editionが発売されたほか、2017年11月にはアニゲマよりAndroid移植版が発売された。
本作は、奴隷調教やラブコメを意識したキャッチコピーやパッケージに反し、哲学的要素を盛り込んだシナリオで知られている。

## ストーリー
笹本康介は、両親が海外に出ており、叔母夫婦の元に預けられている。康介は、いとこの飛鳥井霞と同じクラスになり、それなりに楽しく過ごしていた。
ある日、叔母夫婦は、娘の霞と甥の康介を残し、2週間の旅行に出た。その晩、霞が「お兄ちゃん、ボクのこと、奴隷にして？」と申し出る。霞の好意は理解できたものの、何をすればよいのかわからぬ主人公は困惑の表情を見せる。しかも、この奴隷関係は周囲には内緒なので、露見しないように気を使う必要がある。
かくして、互いの好意を手掛かりとした、二人だけの奴隷生活が始まるのであった。

## 登場人物
笹本 康介（ささもと こうすけ）
本作の主人公。
飛鳥井 霞（あすかい かすみ）
声：南菜実
康介の母方のいとこ。康介とは同年代だが、なぜか彼のことを「お兄ちゃん」と呼んでくる。康介とは同じクラスの隣の席。底抜けに明るく、無邪気な性格。
「河埜（こうの）さん」と名付けたクマ型バッグを愛用するほどのクマ好きだが、「目の周りが殴られた痕のようで怖い」という理由からパンダを苦手とする。
柚木 式子（ゆずき しきこ）
声：涼森ちさと
霞の友人で、康介たちと同じ学校に通う少女。前年度は別のクラスだったのでそれほど親しくはなかったが、今年から同じクラスとなり、康介たちとも仲良くなる。霞との性格の違いから同じ年齢のようには見えず、彼女の保護者のように振る舞うこともある、難しい本が好きで、しばしば衒学的な発言をして康介たちを煙に巻く。
守里 椎奈（もりさと しいな）
声：佐々木あかり
近所に住んでいる、一歳年下の少女。昔から霞とはよく遊んでおり、彼女の妹的な存在だったので、康介とも多少面識があった。康介とは今年から同じ学校に通うようになり、会話の機会が増える。毎朝道でぶつかってくるような元気な女の子。ししおどしが好きで、主人公の家にあるものをよく見にくる。「くきゅくきゅ」が口癖。
一見すると頭が悪そうだが、理数系の科目を得意とする。
神澤 悠歌（かんざわ ゆうか）
声：田中美智
近所の神社に住んでいる上級生。両親ともに現在は不在であるため、一人暮らしをしている。学校の神託研究会の部長だが、現在部員は式子と彼女の二人だけである。おっとりした性格だが、ことあるごとに康介に対して賽銭を要求する。他人をさん付けすると同時に、一人称も「悠歌さん」である。
飛鳥井 慧子（あすかい けいこ）
声：櫻レオナ
霞の父方のいとこ。otherwiseの前作品『Sense Off』からのゲストキャラクターで、 全シナリオをクリアした後のアフターストーリー（GENESIS編）にキーパーソンとして登場する。
守里 彩子（もりさと さいこ）
椎奈の母親。娘と同年代に見えるほど幼い見た目が特徴。
中谷 海彦（なかたに うみひこ）
康介らが通学途中でよく出会うサーファー風の男性。
高原 尚樹（たかはら なおき）
康介の友人。

## 開発

### スタッフィング
原画は、『発情カルテ 〜緋色の凌辱肉玩具〜』に参加した原画家の一人であるみさくらなんこつが担当した。
13cm代表のUYE！はみさくらを起用した理由について、「絵から入ってくれる人もいるだろうと思った」とGalge.comとのインタビューの中で述べている。

### シナリオ
パッケージは奴隷調教やラブコメを意識したものであったが、シナリオは哲学的要素を盛り込み最終的にはメタフィクションの領域にまで踏み込んでいる。企画とシナリオを担当した元長柾木によれば、そのように深い理由は無く、普通の美少女ゲームと何ら変わらない旨をドラマCDのライナーツノートや『美少女ゲームの臨界点』（波状言論 Hakagix）での対談など、様々な所で発言している。

### Standard Edition
『Standard Edition』では、ゲームエンジンがRealLiveに差し替えられたことにより、Windoows XPに対応できるようになったほか、バックログ機能およびバックログ時の音声再生も可能となった。
また、容量が大きいDVD-ROMに収録されるため、オリジナルのグラフィックでは一部256色だったのに対し、『SE』ではフルカラーを実現させることができた。

## 反響

### 評価
Leonekoはおたぽるに寄せた記事の中で、本作を前衛的な作品と呼び、「現在と過去の比較とエロゲーの変遷を知る上でも重要な作品」と評価した。

## スタッフ
- 企画：元長柾木
- シナリオ：元長柾木、シュート彦、大瀧大輔
- 原画：みさくらなんこつ
- 音楽：I've、BIGMADE
  - 主題歌『Kiss the Future』
作詞：元長柾木
作曲：高瀬一矢
編曲：C.G mix
歌：SHIHO

## 関連商品
- ドラマCD ランティス制作,Kiss the Future <AFTER GENESIS> ANABASIS(Time passed by),2001